# ジャック・ベルティヨン
ジャック・ベルティヨン（Jacques Bertillon、1851年11月11日 - 1922年7月7日）は、国際疾病分類の原型をつくった人口統計学者である。
彼は統計学者ルイ・ベルティヨンの息子であり、 アルフォンス・ベルティヨンの兄である。 医師である彼は、父と同様、パリ市の統計局長となり、パリ市でも用いていた死因分類をシカゴにおける国際統計会議（1893）にて国際疾病分類として提案し、採択された。 